# Electronic AppWrapper
El Electronic AppWrapper (EAW) fue uno de los primeros catálogos electrónicos comerciales de distribución de software.
Originalmente, AppWrapper era un catálogo impreso tradicional, que luego se convirtió en Electronic AppWrapper, ofrece distribución electrónica y licencias de software para desarrolladores externos en sistemas NeXT. AppWrapper #4 La aplicación App Store se ejecutaba en NeXT, HP-PA RISC, Intel y SUN Sparc y estaba disponible a través de la World Wide Web en paget.com. Se considera que es la primera tienda de aplicaciones.
Según Richard Carey, un empleado de Paget Press que estuvo presente en 1993, Jesse Tayler le mostró por primera vez Electronic AppWrapper a Steve Jobs en NeXTWorld Expo. La EAW continuó para recibir el reconocimiento de Robert Wyatt de la revista Wired y Simson Garfinkel de la Revista NeXTWorld.
Una entrevista con Jesse Tayler, el ingeniero principal e inventor de EAW, habló sobre los primeros días de AppWrapper y cómo la transición a la base de la World Wide Web y su programa tenían similitudes.
Algunos desarrolladores de software con títulos en EAW han continuado durante décadas y han hecho la transición a la era moderna de Apple Inc.. Andrew Stone es un ejemplo, que diseñó programas que estaban disponibles en EAW y todavía diseña apps para App Store Este Dia.

## Historia
A principios de la década de 1990, Paget Press, una empresa de distribución de software con sede en Seattle, desarrolló Electronic AppWrapper, que fue la primera tienda de aplicaciones electrónica en NeXT. Fundamentalmente, el propio escaparate de la aplicación es lo que proporciona una experiencia segura y uniforme que automatiza la compra electrónica, el descifrado n e instalación de aplicaciones de software u otros medios digitales.
Electronic AppWrapper comenzó inicialmente como un catálogo en papel, que se publicaba periódicamente. El AppWrapper era una combinación de catálogo y revista, que enumeraba la gran mayoría de los productos de software disponibles para la Next Computer.
Dentro del primer par de publicaciones, AppWrapper comenzó a tener una contraparte digital, con la introducción de discos CD-ROM en la parte posterior de números posteriores de lo que luego se llamaría The Electronic AppWrapper, así como un sitio web en paget .com. EAW se considera la primera tienda de aplicaciones en parte debido a Steve Jobs, pero porque fue la primera tienda de aplicaciones real creada para buscar y revisar títulos de software. Fundamentalmente, la aplicación de escaparate en sí proporciona una forma estándar y segura de comprar, descifrar e instalar aplicaciones electrónicamente de forma automática de principio a fin.
Electronic AppWrapper era principalmente aplicaciones con algo de música u otros medios digitales, iTunes Music Store era principalmente música y algunas aplicaciones para iPod. Garage Band de Apple incluso ofrece lecciones de música digital usando la misma cuenta de iTunes que se usa para iOS App Store, todas son parte de la misma App Store. Las librerías electrónicas como Kindle, Barnes and Noble o Kobo son otros ejemplos de distribución electrónica exitosa utilizando el concepto de App Store.
Para la distribución de Electronic AppWrapper, el cifrado y los derechos digitales del software se administraron universalmente para todos los desarrolladores participantes de forma similar a las tiendas que participan en un centro comercial.
El software siempre se ha transferido electrónicamente y el cifrado siempre ha formado parte de la informática.
La introducción de un catálogo de distribución de software comercial unificado con una verdadera tienda de aplicaciones para administrar y proporcionar encriptación colectivamente para aplicaciones y medios fue un invento fundamental. Esto se debe a que, al proteger los derechos digitales de los artistas en línea, la App Store proporcionó el primer mecanismo de distribución económica e instantánea viable que, en última instancia, explotó el ritmo de adopción de software y creó un auge económico.
En comparación con el envío de cajas y la impresión de manuales de usuario, el ritmo y la eficiencia proporcionados por App Store son profundos y han cambiado la distribución de software para siempre.
Durante el desarrollo inicial de Electronic AppWrapper, se convirtió en el primer catálogo comercial de distribución de software que permitía el cifrado de datos y proporcionaba gestión de derechos digitales para aplicaciones, música y datos. Esta fue una gran avance para los desarrolladores independientes que posiblemente no podrían acceder a los recursos financieros para publicar cajas de software en todo el país y el mundo, con el fin de llegar a su audiencia.
La NeXT Computer vino inicialmente sin una unidad de disquete, lo que creó una necesidad urgente de inventar una nueva forma de distribución de software. El AppWrapper contenía todo tipo de varios tipos de software, incluidas aplicaciones de terceros, música y medios. La invención fue parte de un movimiento para proteger los derechos de terceros desarrolladores y distribuir software sin el gasto de imprimir manuales y entregar cajas, algo que hoy en día se considera universalmente como norma en ese entonces.
Otras ventajas de la EAW incluían nivelar el campo de juego para la distribución de software. Permitió a las empresas de software independientes o más pequeñas distribuir sus app rápidamente y competir con empresas más grandes con canales de distribución más establecidos.
Siguiendo el desarrollo de AppWrapper y su posterior uso de Internet en sus primeros días, AppWrapper pasó a aparecer en la Revista Wired, donde afirmaron que estaba en el time la mejor forma de distribuir y licenciar software.

## Mecánica
Electronic AppWrapper operaba tomando un porcentaje de cada venta del software que enumeraba. Debido a la escala de la operación en los primeros días, el precio se negoció individualmente con cada desarrollador.